# Juventus Football Club 1976-1977
Questa voce raccoglie le informazioni riguardanti la Juventus Football Club nelle competizioni ufficiali della stagione 1976-1977.

## Stagione
(Adalberto Bortolotti, 31 maggio 1995)

I due neoacquisti Boninsegna e Benetti

Al primo anno della nuova gestione tecnica di Giovanni Trapattoni – che si dipanerà con successo per tutto il decennio seguente – la Juventus, sulla carta ritenuta indebolita dalla sostituzione di Capello e Anastasi con i più esperti, nonché considerati in fase calante, Benetti e Boninsegna, firmò invece una mossa vincente disputando una delle migliori stagioni della sua storia.
In campionato i bianconeri battagliarono per lo scudetto con i campioni uscenti del Torino sino all'ultima giornata: le due squadre, appaiate in cima alla classifica alla fine del girone di andata, continuarono il «testa a testa» per tutta la tornata di ritorno. La Vecchia Signora prevalse alla fine con 51 punti, frutto di 23 vittorie, 5 pareggi e 2 sconfitte – record per la Serie A a 16 squadre –, contro i 50 dei granata, a corollario di «un'annata entusiasmante, indimenticabile» per la città sabauda; a riprova di un cammino monstre la terza classificata, la Fiorentina, venne relegata alla quota di 35 punti.
Quattro giorni prima di vincere il diciassettesimo scudetto la Juventus si era aggiudicata anche la sua prima competizione confederale, la Coppa UEFA, diventando la prima squadra italiana nonché dell'Europa meridionale a trionfare in questo torneo. Dopo aver eliminato nei primi turni le due compagini mancuniane, nell'ordine Manchester City e Manchester Utd, rimontando a Torino le sconfitte patite rispettivamente a Maine Road e all'Old Trafford, le Zebre superarono in sequenza i sovietici dello Šachtar, i tedeschi orientali del Magdeburgo e i greci dell'AEK Atene, trovando ad attenderli in finale gli spagnoli dell'Athletic Bilbao.

Tardelli batte il portiere basco Iribar e segna il decisivo 1-0 all', nella finale di andata della Coppa UEFA a Torino.

Nella gara di andata i piemontesi vinsero 1-0 al Comunale con un gol di Tardelli; al ritorno, in un infuocato San Mamés, i bianconeri passarono in vantaggio con la decisiva rete di Bettega la quale a fine gara, pur a fronte della sconfitta 1-2, permise ai torinesi di vincere il doppio confronto contro i baschi e mettere in bacheca il trofeo. Rimane questa l'unica affermazione internazionale che la Juventus, e più in generale una società calcistica, conseguì con un organico composto esclusivamente da giocatori italiani.
Non riservò altrettanta gloria l'avventura in Coppa Italia. I bianconeri superarono la prima fase a gironi, giocata nell'estate 1976, con qualche patema di troppo, riuscendo ad avere la meglio del Genoa solo grazie alla migliore differenza reti; nella seconda fase, disputata nel maggio 1977 e parzialmente snobbata dai torinesi che ricorsero nell'occasione a seconde linee ed elementi delle giovanili, la squadra chiuse il proprio girone alle spalle dell'Inter vedendosi così precluso l'accesso alla finale.

## Divise
| Casa | Trasferta | 1ª portiere | 2ª portiere |

## Rosa
| N. |                   | Ruolo | Calciatore              |
| -- | ----------------- | ----- | ----------------------- |
|    | Italia (bandiera) | P     | Dino Zoff               |
|    | Italia (bandiera) | P     | Giancarlo Alessandrelli |
|    | Italia (bandiera) | P     | Stefano Bobbo           |
|    | Italia (bandiera) | D     | Claudio Gentile         |
|    | Italia (bandiera) | D     | Gaetano Scirea          |
|    | Italia (bandiera) | D     | Antonello Cuccureddu    |
|    | Italia (bandiera) | D     | Francesco Morini        |
|    | Italia (bandiera) | D     | Luciano Spinosi         |
|    | Italia (bandiera) | D     | Antonio Cabrini         |
|    | Italia (bandiera) | D     | Fabio Francisca         |
|    | Italia (bandiera) | D     | Plinio Serena           |
|    | Italia (bandiera) | D     | Lorenzo Cascella        |
|    | Italia (bandiera) | C     | Romeo Benetti           |
|    | Italia (bandiera) | C     | Franco Causio           |
|    | Italia (bandiera) | C     | Marco Tardelli          |

| N. |                   | Ruolo | Calciatore                 |
| -- | ----------------- | ----- | -------------------------- |
|    | Italia (bandiera) | C     | Giuseppe Furino (capitano) |
|    | Italia (bandiera) | C     | Alberto Marchetti          |
|    | Italia (bandiera) | C     | Luciano Miani              |
|    | Italia (bandiera) | C     | Gian Piero Gasperini       |
|    | Italia (bandiera) | C     | Salvatore Saporito         |
|    | Italia (bandiera) | C     | Maurizio Schincaglia       |
|    | Italia (bandiera) | C     | Francesco Della Monica     |
|    | Italia (bandiera) | C     | Sandro Beccaris            |
|    | Italia (bandiera) | C     | Massimo Berti              |
|    | Italia (bandiera) | A     | Roberto Boninsegna         |
|    | Italia (bandiera) | A     | Roberto Bettega            |
|    | Italia (bandiera) | A     | Sergio Gori                |
|    | Italia (bandiera) | A     | Luigi Capuzzo              |
|    | Italia (bandiera) | A     | Walter Lanni               |

## Risultati

### Serie A

#### Girone di andata
| Arbitro: | Bergamo (Livorno) |

|                             |           |                                 |
| Re Cecconi 55’ Giordano 89’ | Marcatori | 12’, 70’ Bettega 54’ Boninsegna |

| Arbitro: | Lattanzi (Roma) |

|                |           |  |
| Boninsegna 25’ | Marcatori |  |

| Arbitro: | Michelotti (Parma) |

|  |           |             |
|  | Marcatori | 74’ Bettega |

| Arbitro: | Barbaresco (Cormons) |

|                                       |           |  |
| Gentile 9’ Bettega 53’ Cuccureddu 82’ | Marcatori |  |

| Arbitro: | Menegali (Roma) |

|                                 |           |                              |
| Calloni 13’ Tardelli 17’ (aut.) | Marcatori | 21’, 80’ Bettega 54’ Benetti |

| Arbitro: | Serafino (Roma) |

|                        |           |           |
| Bettega 69’ Causio 87’ | Marcatori | 90’ Luppi |

| Arbitro: | R. Lattanzi (Roma) |

|  |           |                |
|  | Marcatori | 80’ Boninsegna |

| Arbitro: | Agnolin (Bassano del Grappa) |

|  |           |                         |
|  | Marcatori | 19’ Graziani 79’ Pulici |

| Torino 12 dicembre 1976, ore 14:30 CET 9ª giornata | Juventus         | 0 – 0 referto | Fiorentina | Stadio Comunale\| Arbitro: \| Casarin (Milano) \| |
| Arbitro:                                           | Casarin (Milano) |               |            |                                                   |

| Arbitro: | Bergamo (Livorno) |

|  |           |           |
|  | Marcatori | 3’ Causio |

| Arbitro: | Lazzaroni (Milano) |

|                  |           |  |
| Berni 51’ (aut.) | Marcatori |  |

| Arbitro: | Menicucci (Firenze) |

|  |           |                           |
|  | Marcatori | 69’ Boninsegna 75’ Scirea |

| Arbitro: | Michelotti (Parma) |

|                     |           |  |
| Boninsegna 21’, 62’ | Marcatori |  |

| Arbitro: | Casarin (Milano) |

|                                                  |           |             |
| Di Bartolomei 13’ B. Conti 32’ Morini 68’ (aut.) | Marcatori | 88’ Bettega |

| Arbitro: | Prati (Parma) |

|                               |           |  |
| Tardelli 34’, 41’ Bettega 76’ | Marcatori |  |

#### Girone di ritorno
| Arbitro: | Ciacci (Firenze) |

|                                    |           |  |
| Tardelli 40’ Boninsegna 78’ (rig.) | Marcatori |  |

| Arbitro: | Menegali (Roma) |

|                        |           |                            |
| Ghetti 61’ Damiani 64’ | Marcatori | 19’ Boninsegna 74’ Bettega |

| Arbitro: | Serafino (Roma) |

|             |           |  |
| Bettega 12’ | Marcatori |  |

| Arbitro: | Agnolin (Bassano del Grappa) |

|  |           |                              |
|  | Marcatori | 69’ Scirea 81’ (aut.) Silipo |

| Arbitro: | Barbaresco (Cormons) |

|                                  |           |                  |
| Boninsegna 38’ (rig.) Causio 40’ | Marcatori | 3’ (aut.) Scirea |

| Verona 20 marzo 1977, ore 15:00 CET 21ª giornata | Verona             | 0 – 0 referto | Juventus | Stadio Marcantonio Bentegodi\| Arbitro: \| Michelotti (Parma) \| |
| Arbitro:                                         | Michelotti (Parma) |               |          |                                                                  |

| Arbitro: | Serafino (Roma) |

|                              |           |                              |
| Benetti 14’, 75’ Bettega 68’ | Marcatori | 48’ (aut.) Morini 88’ Palese |

| Arbitro: | Casarin (Milano) |

|           |           |           |
| Pulici 8’ | Marcatori | 6’ Causio |

| Arbitro: | Lattanzi (Roma) |

|                    |           |                                        |
| Casarsa 86’ (rig.) | Marcatori | 47’ Boninsegna 50’ Benetti 69’ Bettega |

| Arbitro: | Ciacci (Firenze) |

|                                   |           |             |
| Boninsegna 10’ (rig.) Bettega 69’ | Marcatori | 31’ Clerici |

| Arbitro: | Bergamo (Livorno) |

|             |           |            |
| Vannini 31’ | Marcatori | 19’ Causio |

| Arbitro: | Menegali (Roma) |

|                        |           |           |
| Bettega 15’ Furino 86’ | Marcatori | 79’ Massa |

| Arbitro: | Agnolin (Bassano del Grappa) |

|  |           |                       |
|  | Marcatori | 37’ Gori 63’ Tardelli |

| Arbitro: | Reggiani (Bologna) |

|             |           |  |
| Bettega 11’ | Marcatori |  |

| Arbitro: | Lattanzi (Roma) |

|  |           |                            |
|  | Marcatori | 61’ Bettega 84’ Boninsegna |

### Coppa Italia

#### Primo turno
| Arbitro: | Lattanzi (Roma) |

|            |           |                |
| Braida 60’ | Marcatori | 28’ Boninsegna |

| Arbitro: | Barboni (Firenze) |

|                          |           |  |
| Bettega 30’ Tardelli 76’ | Marcatori |  |

| Arbitro: | Lazzaroni (Milano) |

|                                                           |           |  |
| Boninsegna 42’ (rig.), 52’ Causio 56’ Martelli 82’ (aut.) | Marcatori |  |

| Genova 19 settembre 1976, ore 17:00 CEST 5ª giornata | Genoa           | 0 – 0 referto | Juventus | Stadio Luigi Ferraris\| Arbitro: \| Menegali (Roma) \| |
| Arbitro:                                             | Menegali (Roma) |               |          |                                                        |

#### Secondo turno
| Arbitro: | Menicucci (Firenze) |

|  |           |                    |
|  | Marcatori | 75’ (aut.) Gentile |

| Arbitro: | Pieri (Genova) |

|                    |           |                       |
| Lorusso 46’ (aut.) | Marcatori | 39’ (rig.) Montenegro |

| Arbitro: | Ciulli (Roma) |

|           |           |  |
| Oriali 2’ | Marcatori |  |

| Arbitro: | D'Elia (Salerno) |

|                             |           |                                            |
| Albanese 5’ Bastianello 82’ | Marcatori | 10’ Gori 15’ Francisca 25’, 29’ Boninsegna |

| Arbitro: | Lapi (Firenze) |

|             |           |            |
| Cannito 50’ | Marcatori | 59’ Furino |

| Arbitro: | Lanese (Messina) |

|                               |           |              |
| Della Monica 60’ Cascella 62’ | Marcatori | 80’ Albanese |

### Coppa UEFA
| Arbitro: | Hungerbühler |

|          |           |  |
| Kidd 44’ | Marcatori |  |

| Arbitro: | Rion |

|                           |           |  |
| Scirea 36’ Boninsegna 69’ | Marcatori |  |

| Arbitro: | Biwersi |

|          |           |  |
| Hill 32’ | Marcatori |  |

| Arbitro: | Palotai |

|                                 |           |  |
| Boninsegna 29’, 63’ Benetti 85’ | Marcatori |  |

| Arbitro: | Maksimović |

|                                         |           |  |
| Bettega 16’ Tardelli 19’ Boninsegna 38’ | Marcatori |  |

| Arbitro: | Ok |

|              |           |  |
| Shevlyuk 35’ | Marcatori |  |

| Arbitro: | Reynolds |

|                |           |                                          |
| Sparwasser 32’ | Marcatori | 2’ Cuccureddu 58’ Benetti 60’ Boninsegna |

| Arbitro: | Burns |

|                |           |  |
| Cuccureddu 16’ | Marcatori |  |

| Arbitro: | Zharkov |

|                                            |           |                  |
| Cuccureddu 18’ Bettega 59’, 83’ Causio 67’ | Marcatori | 31’ Papadopoulos |

| Arbitro: | Palotai |

|  |           |             |
|  | Marcatori | 84’ Bettega |

| Arbitro: | Corver |

|              |           |  |
| Tardelli 14’ | Marcatori |  |

| Arbitro: | Linemayr |

|                        |           |            |
| Irureta 12’ Carlos 78’ | Marcatori | 7’ Bettega |